# هلموت سنکوویتش

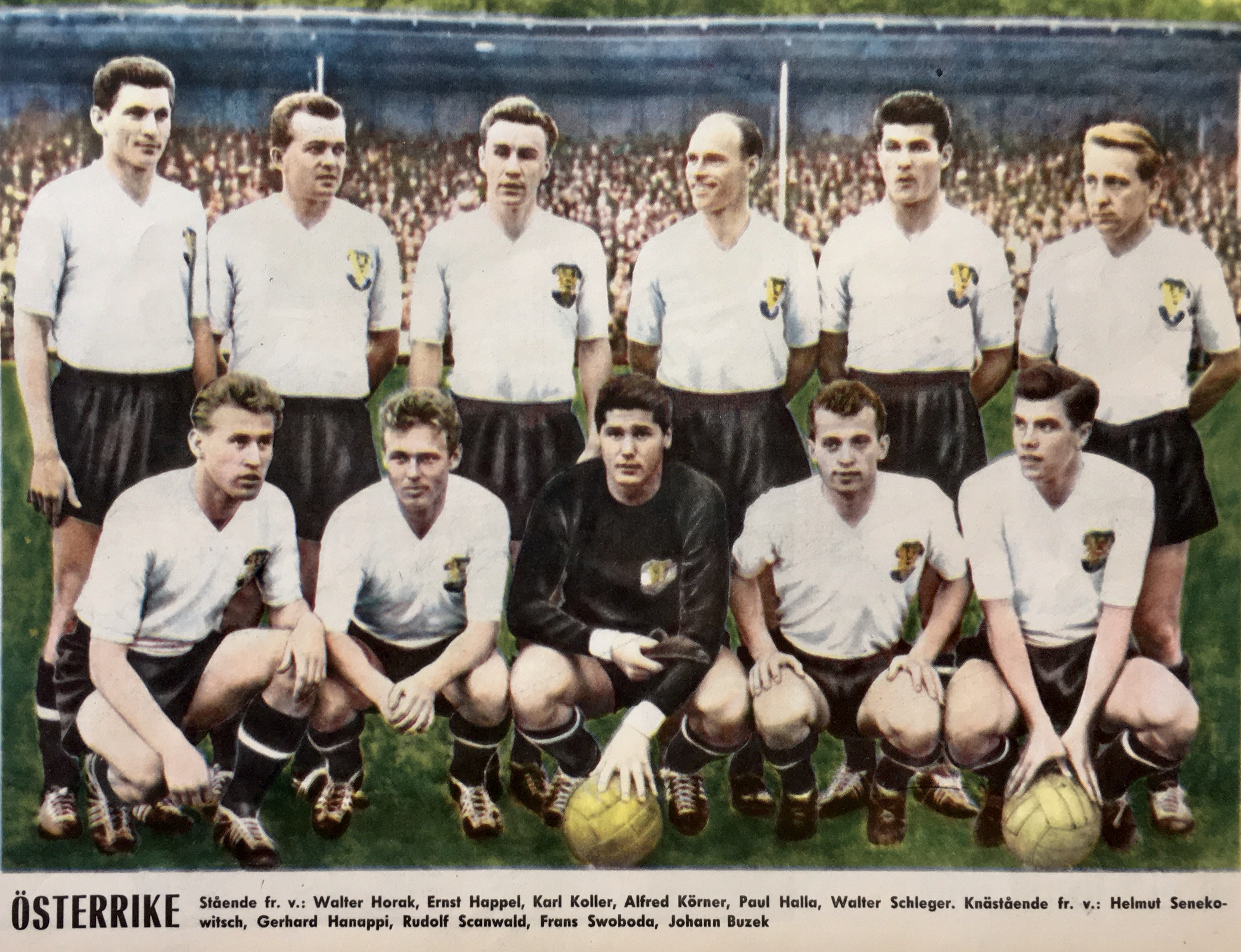
تیم ملی اتریش در سال ۱۹۵۸

هلموت سنکوویتش (آلمانی: Helmut Senekowitsch; ۲۲ اکتبر ۱۹۳۳ – ۹ سپتامبر ۲۰۰۷) بازیکن و مربی فوتبال اهل اتریش بود.
از باشگاه‌هایی که در آن بازی کرده‌است می‌توان به باشگاه فوتبال اشتورم گراتس، باشگاه فوتبال فرست وینا، و باشگاه فوتبال رئال بتیس اشاره کرد.
وی همچنین در تیم ملی فوتبال اتریش بازی کرده‌است.